# Fudbalski klub Smederevo
Il Fudbalski klub Smederevo (serbo: ФК Смедерево) è una società calcistica serba con sede nella città di Smederevo.
Il club venne fondato il 6 maggio 1924 come Srpsko akcionarsko rudarsko topioničarsko industrijsko društvo (SARTID), ossia come la squadra di calcio della fabbrica di ferro, la principale industria della città. Durante gli anni del Regno di Jugoslavia, furono poche le soddisfazioni per il club. Nel 1944 venne fondato un nuovo club, con il nome di Metalac.
Nel 1946, sulle ceneri del vecchio SARTID venne creato una nuova squadra, la Jedinstvo, che modificò il proprio nome, nel 1949, in FK Smederevo. Nel 1958, la fusione tra l'FK Smederevo e il Metalac determinò la nascita dell'OFK Budućnost, che nel 1962 cambiò nuovamente nome in FK Smederevo, per cambiare di lì a pochi anni, nel 1967, in Metalurg.
Nel 1976, infine, riprese per la terza volta la denominazione di FK Smederevo, nome che mantenne fino alla dissoluzione della Jugoslavia nel 1992. Durante tutto questo periodo la squadra militò sempre nelle leghe minori.
Nel 1992 il club riprese il nome originale di FK Sartid, dato che le industrie Sartid erano nel frattempo entrate sia nel capitale sociale della società, sia come sponsor primario. L'apporto economico determinante del colosso industriale serbo determinò una rapida scalata dei vari campionati minori, e, nel 1998, il club venne, per la prima volta nella sua storia, promosso nel massimo campionato delle Repubblica Federale di Jugoslavia.
Il lento consolidamento, a livello sportivo, venne sancito dalla vittoria della Coppa di Serbia e Montenegro del 2003 contro la Stella Rossa di Belgrado, e dalle partecipazioni alla Coppa UEFA 2002-2003 e alla Coppa UEFA 2003-2004.
Nel 2004, nuovamente, il club venne ridenominato FK Smederevo,

## Palmarès

### Competizioni nazionali
- Coppa di Serbia e Montenegro: 1

2002-2003
- Druga liga SR Jugoslavije: 1

1996-1997 (girone ovest)
- Srpska Liga: 2

2018-2019, 2022-2023

### Altri piazzamenti
- Campionato serbo:

Terzo posto: 2001-2002
- Coppa di Serbia e Montenegro:

Finalista: 2001-2002
- Prva Liga Srbija:

Secondo posto: 2008-2009
- Srpska Liga:

Terzo posto: 2017-2018 (girone ovest)

## Statistiche e record

### Statistiche nelle competizioni UEFA
Tabella aggiornata alla fine della stagione 2018-2019.
| Competizione                  | Partecipazioni | G  | V | N | P | RF | RS |
| ----------------------------- | -------------- | -- | - | - | - | -- | -- |
| Coppa UEFA/UEFA Europa League | 2              | 8  | 2 | 2 | 4 | 9  | 8  |
| Coppa Intertoto               | 3              | 16 | 4 | 1 | 5 | 23 | 15 |